# Fred the Godson
Frederick Thomas (ur. 22 lutego 1985, zm. 23 kwietnia 2020) lepiej znany jako Fred the Godson – amerykański raper pochodzący z dzielnicy Bronx w Nowym Jorku. W dniu 23 kwietnia 2020 roku poniósł śmierć w wyniku komplikacji po zarażeniu koronawirusem, pozostawił żonę LeeAnn Jemmott oraz osierocił dwie córki.

## Dyskografia
| Rok  | Album                                                                           | Uwagi                                                    |
| ---- | ------------------------------------------------------------------------------- | -------------------------------------------------------- |
| 2018 | Armageddon - Data: 18 maja 2018 - Wydawca: Take Over Entertainment - Format: CD | - Album studyjny                                         |
| 2019 | Gorilla Glue - Data: 25 stycznia 2019 - Wydawca: (Brak) - Format: CD            | - Wydanie własne wspólnie z Joell Ortiz & The Heatmakerz |
| 2019 | Gordo Frederico - Data: 25 czerwca 2019 - Wydawca: (Brak) - Format: CD          | - Album studyjny; wydanie własne                         |
| 2019 | God Level - Data: 15 listopada 2019 - Wydawca: Air Vinyl Records - Format: CD   | - Album studyjny                                         |
| 2020 | Payback - Data: 20 marca 2020 - Wydawca: Air Vinyl Records - Format: CD         | - Album studyjny                                         |